# Борошешти (Валча)
Борошешти (рум. Boroșești) насеље је у Румунији у округу Валча у општини Сутешти. Oпштина се налази на надморској висини од 166 m.

## Становништво
Према подацима из 2002. године у насељу је живело 759 становника, од којих су сви румунске националности.